# Jobie Hughes
Jobie Hughes (Renton, 9 luglio 1980) è uno scrittore statunitense.

## Opere
- Sono il Numero Quattro (2010), come Pittacus Lore (con James Frey)
- Il potere del Numero Sei (2011), come Pittacus Lore (con James Frey)